# Full Circle (Doctor Who)
Full Circle (Ciclo completo) es el tercer serial de la 18.ª temporada de la serie británica de ciencia ficción Doctor Who, emitido originalmente en cuatro episodios semanales del 25 de octubre al 15 de noviembre de 1980. Es el primero de la trilogía de seriales conocida como Trilogía del E-Espacio, y presenta a Matthew Waterhouse como el nuevo acompañante del Doctor, Adric.

## Argumento
Mientras se dirigen a Gallifrey para devolver a Romana al Alto Consejo de los Señores del Tiempo, la TARDIS pasa por un extraño fenómeno y acaba en un universo paralelo llamado E-Espacio. Ni el Cuarto Doctor ni Romana comprenden por qué el escáner de la TARDIS muestra imágenes de su planeta cuando en realidad han llegado a un bosque frondoso. Acabarán dándose cuenta de que han llegado a esta "burbuja" del universo a través de un raro fenómeno espacio-temporal conocido como Carga de Vacío.
Cerca hay una pequeña pero autosuficiente civilización de humanoides que viven entre un río y una nave espacial varada llamada el Starliner. Llegaron al planeta, Alzarius, desde Terradon, y gran parte de su tarea es reparar la nave para hacerla navegable una vez más. Se trata de una oligarquía gobernada por tres jefes colonos autoelegidos conocidos como los Decisores, que se aseguran de que todo funcione como es debido en su mundo adoptivo y se enfocan particularmente en las habilidades técncias. Uno de los más brillantes entre los colonos es Adric, dueño de una Medalla a la Excelencia Matemática en reconocimiento a sus habilidades en cálculo. Sin embargo, su hermano Varsh ha rechazado el régimen del Starliner y lidera una banda de rebeldes llamados los Externos, que roban fruta y otros víveres para sobrevivir.
Las cosas no van bien en la colonia. Han comenzado a aparecer extraños huevos en la fruta, y el Primer Decisor interpreta usando el sistema de archivos del Starliner que es una profecía del Otoño de Niebla, un extraño cambio periódico en el planeta durante el cual el balance natural social es amenazado. Pronto comienza el Otoño de Niebla y los colonos entran en el Starliner para protegerse. Adric intenta robar algo de fruta para probarse a su hermano; Draith persigue a su joven protegido pero se cae al río, y una extraña fuerza le arrastra bajo las aguas. Sus últimas palabras son para los jefes de científicos de la colonia: "¡Dile a Dexeter que hemos llegado al ciclo completo!" Adric corre hacia el bosque presa del pánico, y encuentra la TARDIS. El Doctor y Romana le llevan dentro y tratan la herida de su pierna, que se cura con sorprendente rapidez. El Doctor se dirige a investigar el planeta, mientras Adric lleva a Varsh y los otros Externos a la protección de la TARDIS...

### Continuidad
Este serial es el primer tramo de una aventura más extensa conocida como la "Trilogía del E-Espacio", que continúa en el siguiente serial, State of Decay, y concluye en Warriors' Gate. El Doctor menciona brevemente a Leela, el modelo 1 de K-9 y la Llave del Tiempo al principio del serial.

## Producción
| Episodio          | Fecha de emisión        | Duración | Espectadores en millones | Estado en el archivo  |
| ----------------- | ----------------------- | -------- | ------------------------ | --------------------- |
| Episodio 1        | 25 de octubre de 1980   | 24:23    | 5,9                      | Cinta original en PAL |
| Episodio 2        | 1 de noviembre de 1980  | 22:11    | 3,7                      | Cinta original en PAL |
| Episodio 3        | 8 de noviembre de 1980  | 22:00    | 5,9                      | Cinta original en PAL |
| Episodio 4        | 15 de noviembre de 1980 | 24:16    | 5,5                      | Cinta original en PAL |
| [ 1 ] [ 2 ] [ 3 ] |                         |          |                          |                       |

Entre los títulos provisionales se incluye The Planet that Slept (El planeta que durmió). Cuando escribió esta historia, Andrew Smith era un joven de diecisiete años que logró el sueño de su vida de escribir para el programa.
Los exteriores de Alzarius se rodaron en Black Park, en Buckinghamshire.

## Publicaciones comerciales
Full Circle se publicó en VHS en 1997. La banda sonora se publicó en 2002 en CD como parte del recopilatorio Doctor Who at the BBC Radiophonic Workshop Volume 4: Meglos & Full Circle. El DVD se publicó el 26 de enero de 2009 en una compilación titulada The E-Space Trilogy junto con State of Decay y Warriors' Gate.